# Вежа Заніда
«Вежа Заніда» (англ. The Tower of Zanid) — науково-фантастичний роман Лайона Спрег де Кемпа, вперше опублікований у травні 1958 в Science Fiction Stories. Шоста книга серії «Міжпланетні подорожі» (порт. Viagens Interplanetarias), і четверта з підсерії про планету Крішна.

## Зміст
Ентоні Феллон, терранин, скинутий з трону король крішнанського острова Замба (в попередньому романі «Королева Замби»), переживав важкі часи, оскільки йому не вдалося відвоювати трон і він також втратив свою другу дружину Джульнар. Наразі він проживає в Заніді, столиці королівства Балгіб, де заробляє на життя як сержант міської варти і шпигун для кочового царства Каат. Представник кочовиків Квейс, наймає його розвідати підвищену активність серед служителів культу Єшита. Квейс виписує Феллону чек на величезну суму, який розділяють на три частини до закінчення завдання, третю частину чека зберігатиме у себе банкір Кастамбанг. Отримавши його Фелон міг би найняти армію і відвоювати трон.
Життя Феллона ускладнюється, коли консул Землі Персі Мджіпа залучає його допомогти археологу Джуліану Фредро досліджувати Сафк, стародавню вежу у формі равлика, заборонену для всіх, крім членів місцевого культу єшитів. Феллон також повинен розвідати нещодавні зникнення терранських вчених у регіоні. Їм також заважає бувший злочинець, а нині фанатичний терранський місіонер Велком Вагнер.
Банкір влаштовує Фелону зустріч з бувшим служником культу в бігах, який навчає його поведінці у вежі; але потім боячись викриття, штовхає Фелона в амфітеатр під час бою тварин. Вибравшись, Фелон вдома дізнається, що його коханка втікла до його командира і влаштовує дуель. Рівність сил суперників призводить до того, що ображена жінка кидає їх обох.
Через міську варту Феллон добуває план вежі і замовляє одяг ченців. Разом із енергійним Фредро вони потрапляють під гарячу руку кортежу короля і рятуються в зоопарку в клітці з драконоподібним «шаном». Їх рятують співробітники, обливши неприємно-пахнучою рідиною.
В одязі ченців Феллон та Фредро потрапляють у вежу, де проходять пастки проти чужаків, зокрема завдяки неприємному запаху від одягу. Вони стають свідками ритуалу з смертельними жертвопринесеннями і виявляють у вежі виробництво вогнепальної зброї для боротьби із сильнішим Каатом. Однак зброя є результатом виключно прогресу кришнаітян, а слідів викрадених терран не виявлено. Вони переховуються чекаючи настання варти підкупленого охоронця, однак викриття заставляє їх пробиватись силою.
Феллона, одразу після цього викликають до казарм, де їх роту озброюють недавно баченими мушкетами для оборони від наступу Каата.
Вдало відбивши напади кінноти та піхоти, вони будуть розгромлені секретною зброєю Каата — паровими танками, виготовленими полоненими терранськими вченими.
У хаосі, який виник, Феллон вважає за найкраще втекти з доходами від свого шпигунства, але це не вдається через один із його минулих рідкісних добрих поступків — порятунок міссіонера Вагнера. Вагнер, який вбив Квейса та банкіра, перемагає Феллона і залишає його помирати, втікши із частинами чека і навернутою в релігію коханкою Феллона.
Його рятують лікарі консула Мджіпа, який також застосував політичну вагу землян для збереження столиці Занід від знищення.

## Зв'язок з іншими творами
- Мджіпа, представлений у цьому романі як другорядний персонаж, згодом з'явиться в трьох інших романах Крішни; хронологічно більш ранніми «Заручник Зіру» та «В'язень Заманака» (останній як головний герой), а також в хронологічно пізнішому «Мечі Зінджабану».
- Ентоні Феллон знову з'явиться у пізнішому романі Крішни «Мечі Зінджабану» як терранський чиновник.